# Аркебузиры
Аркебузиры (аркебузьеры, от фр. arquebuse, итал. archibuso) — в XV—XVII веках род войск: солдаты, вооруженные аркебузами.
Первоначально — пехота, сопровождавшая пикинёров, на одного аркебузира приходилось не менее трёх пикинёров. С усовершенствованием аркебузы (увеличение скорострельности, дальности стрельбы и уменьшение веса), количество аркебузиров в пехотных полках возросло, и к концу XVI века стало равным количеству пикинёров.
Из-за малого калибра аркебузы и относительно небольшого по сравнению с мушкетом веса, а также отсутствия доспехов, аркебузиров часто относят к лёгкой пехоте, хотя это деление весьма относительно. Появление манёвра «караколь» увеличило огневую мощь аркебузиров и частично компенсировало невысокую меткость стрельбы аркебузы.
К середине XVI в. аркебузирами также стали называть конных стрелков, использовавших аркебузы, — предшественников драгун. Например, во Франции каждой роте жандармов придавался отряд из 50 таких стрелков.
К аркебузирам можно отнести японских пехотинцев асигару после 1543 года, когда в Японию португальцами завезено было ручное огнестрельное оружие.
Аркебузиры, как вид пехоты, с появлением более совершенного оружия превратились в мушкетёров, фузилёров и т. п.